# تشبر أباد
تشبر أباد هي قرية في مقاطعة أشنوية، إيران. يقدر عدد سكانها بـ 203 نسمة بحسب إحصاء 2016.